# Calyptranthes nigrescens
Calyptranthes nigrescens är en myrtenväxtart som beskrevs av Bruce K. Holst. Calyptranthes nigrescens ingår i släktet Calyptranthes och familjen myrtenväxter. Inga underarter finns listade i Catalogue of Life.